# Гром (боевой модуль)

Прототип БТР-4 с боевым модулем «Гром»

БМ-1Б «Гром» (на экспорт предлагается под наименованием GROM) - универсальный башенный боевой модуль украинского производства, предназначенный для установки на боевые машины пехоты и бронетранспортёры.

## История
Боевой модуль «Гром» был разработан ХКБМ им. А. А. Морозова в первой половине 2000-х годов и предложен для установки на БТР-60, БТР-70, БТР-80, БТР-3Е, МТ-ЛБ, М113, БМП-2. Выпускается харьковским заводом имени Малышева.
Один боевой модуль был установлен на модернизированный вариант БТР-70, получивший наименование БТР-70 «Гром». В дальнейшем, был представлен вариант БТР-4, оснащённый боевым модулем «Гром».

## Описание
Основным вооружением боевого модуля «Гром» является 30-мм автоматическая пушка (2А42 или её аналог ЗТМ-2 украинского производства), дополнительным вооружением - 7,62-мм пулемёт (ПКТ или его аналог КТ-7,62 украинского производства), 30-мм автоматический гранатомёт АГ-17 и ПТУР «Конкурс». Боекомплект для пушки размещается в двух магазинах (по 180 снарядов в каждом), для пулемёта – в одном магазине (1200 патронов), боекомплект для гранатомёта (150 выстрелов) также уложены в один магазин. Ракеты комплекса 9П135М «Конкурс» размещены в четырёх пусковых контейнерах.
Кроме того, боевой модуль оснащён системой постановки дымовой завесы «Линкей» (восемь 81-мм дымовых гранатомётов) и стабилизатором вооружения СВУ-1000.
Прицельные приспособления включают в себя прицельный комплекс ПНК-4С с комбинированным дневно-ночным прицелом ТКН-4С и зенитным прицелом ПЗУ-7М. Предусмотрена возможность установки прицела ТКН-5С со встроенным лазерным дальномером.
Масса боевого модуля без боекомплекта составляет 1280 кг (с полным боекомплектом — 1890 кг).

## Страны-эксплуатанты
- Туркменистан: партия модулей была изготовлена и поставлена для модернизации бронетранспортёров БТР-80 вооружённых сил страны[6]
- Украина: 23-24 марта 2014 года 10 БТР-4 (оснащённых боевым модулем «Гром») передали Национальной гвардии Украины[7]